# Tetraodon nigroviridis
Tetraodon nigroviridis är en fiskart som beskrevs av Marion de Procé 1822. Tetraodon nigroviridis ingår i släktet Tetraodon och familjen blåsfiskar. Inga underarter finns listade i Catalogue of Life.